# Heraclia tessmani
Heraclia tessmani är en fjärilsart som beskrevs av Embrik Strand. Heraclia tessmani ingår i släktet Heraclia och familjen nattflyn. Inga underarter finns listade i Catalogue of Life.